# Mylothris kiellandi
Mylothris kiellandi is een vlindersoort uit de familie van de Pieridae (witjes), onderfamilie Pierinae.
Mylothris kiellandi werd in 1985 beschreven door L. Berger.